# المغرب في الألعاب الأولمبية الصيفية 1988
شارك المغرب في دورة الألعاب الأولمبية الصيفية 1988، التي أقيمت في سيول بكوريا الجنوبية، في الفترة الممتدة من 17 سبتمبر إلى 2 أكتوبر 1988. شارك المغرب في الأولمبياد بوفد رياضي قوامه 25 رياضيا ورياضية في 4 ألعاب هي ألعاب القوى والملاكمة و الجودو والمصارعة.

حصد المغرب ثلاث ميداليات في هذه الدورة (ذهبية وبرونزيتين) محتلا المرتبة 28 في الترتيب النهائي بين 159 دولة مشاركة.

## الميداليات
| الرياضي         | المنافسة  | ذهبيةذهبية | فضيةفضية | برونزية |
| --------------- | --------- | ---------- | -------- | ------- |
| إبراهيم بوالطيب | ألعاب قوى | 1          | -        | -       |
| عبد الحق عشيق   | ملاكمة    | -          | -        | 1       |
| سعيد عويطة      | ألعاب قوى | -          | -        | 1       |
| المجموع         | 3         | 1          | -        | 2       |

## الرياضيون المشاركون

### ألعاب القوى
رجال
- نور الدين صبحي في الماراثون وأنهى السباق في المرتبة 30 ب 2 س 19 د و 56 ث
- مصطفى النشادي في الماراثون ولم ينه السباق
- عبد العزيز صاهير في 3000 متر موانع وأقصي في الدور الأول بدون اكمال السباق
- عبد المجيد منصف في 800 متر وأقصي في نصف النهائي بدون اكمال السباق
- فوزي اللهبي في 800 متر وأقصي في ربع النهائي بتوقيت 1 د 47 ث و 32 جم
- مصطفى لشعل في 1500 متر وأقصي في نصف النهائي بتوقيت 3 د 45 ث و 65 جم
- سعيد عويطة في 800 متر وحل ثالثا في النهائي بتوقيت 1 د 44 ث و 06 جم
- إبراهيم بوالطيب في 10000 متر وفاز بالنهائي بتوقيت 27 د 21 ث و 46 جم

سيدات
- مريم أومزدي في 100 متر وأقصيت في الدور الأول بتوقيت 11 ث و 90 جم
- الحسنية الدرامي في 10000 متر وأقصيت في نصف النهائي بتوقيت 33 د 01 ث و 52 جم
- فاطمة عوام في 1500 متر وحلت عاشرة في النهائي بتوقيت 4 د 08 ث و 00 جم

### الملاكمة
رجال
- عبد الله تعوان في وزن خفيف الوسط وأقصي في الدور الثاني
- خالد رحيلو في وزن خفيف الوسط وأقصي في الدور الثاني
- عيسى موكريم في وزن الذبابة وأقصي في الدور الثاني
- كمال مرجوان في وزن الخفيف وأقصي في ربع النهاية
- محجوب مجيريح في وزن خفيف الذبابة وأقصي في ربع النهاية
- محمد عشيق في وزن الريشة وأقصي في الدور الأول
- عبد الحق عشيق في وزن الريشة وأقصي في نصف النهائي

### جودو
- عبد الحق معاش
- عبد الرحيم لحسينية
- إدريس المامون
- أحمد برباش

### المصارعة
- عبد العزيز الطاهر
- سعيد السواكن
- عبد الرحيم نعناع
- إبراهيم لقصيري
- قاسم بوعلوش